# Zuta Mary Nartey
Zuta Mary Nartey (* 14. November 1987) ist eine ghanaische Speerwerferin.
2014 wurde sie Elfte bei den Commonwealth Games in Glasgow, gewann Silber bei den Leichtathletik-Afrikameisterschaften in Marrakesch mit ihrer persönlichen Bestleistung von 52,57 m und wurde Achte beim Leichtathletik-Continentalcup in Marrakesch.
Bei den Afrikaspielen 2015 in Brazzaville holte sie Silber.